# Maxmilián I. Josef Bavorský
Maxmilián I. Josef (Maria Michael Johann Baptist Franz de Paula Joseph Kaspar Ignatius Nepomuk, 27. května 1756, Schwetzingen u Mannheimu – 13. října 1825, Mnichov), byl německý kníže, od roku 1795 falckrabě zweibrückenský, od roku 1799 bavorský kurfiřt vládnoucí pod jménem Maxmilián IV. Josef. Roku 1806 byl Napoleonem povýšen a stal se prvním králem bavorským již jako Maxmilián I. Josef. Pro svoji oblíbenost byl poddanými nazýván „král Max“.

## Původ
Pocházel z vedlejší rodové linie Wittelsbachů. Narodil se jako syn falckého (Pfalz-Birkenfeld-Bischweiler) vévody Fridricha Michaela Falcko-Zweibrückenského a jeho manželky Marie Františky.

## Život
Vyrůstal ve Francii, ale především ve Štrasburku, kde se také později stal plukovníkem v alsaském sboru francouzské armády. K moci se v Bavorsku dostal poté, co byl poslední mužský člen hlavní rodové linie Wittelsbachů, vévoda Christian IV., vyloučen z následnictví, jelikož se oženil s neurozenou ženou. Otec i starší bratři Maxmiliána I. Josefa byli již tehdy po smrti a následnictví tedy připadlo právě jemu. V únoru roku 1799 se stal ve svých 43 letech bavorským kurfiřtem jako Maxmilián IV. Josef. Pod jeho vedením se Bavorsko postavilo po bok Napoleona Bonaparta, jehož politika určovala osud této země až do roku 1813. Bavorsko poskytovalo Napoleonově armádě především vojáky (jen během francouzského tažení do Ruska zahynulo 30 000 bavorských vojáků). Na základě bratislavského míru (26. prosince 1805) a na znamení díků za vojenskou pomoc povýšil 1. ledna 1806 císař Napoleon Bavorsko na království a dosavadní kurfiřt Maxmilián IV. Josef přijal jako král jméno Maxmilián I. Josef. Nevlastní Napoleonův syn Evžen de Beauharnais (syn první ženy Napoleona Bonaparta Josefiny de Beauharnais) se navíc oženil s bavorskou princeznou Augustou Amálií. Bavorsko se stalo hlavním představitelem rýnského spolku. Po Napoleonově porážce u Lipska (roku 1813) Bavorsko zcela změnilo svou politickou orientaci a přidalo se k protifrancouzské koalici, kterou tvořilo Prusko, Rusko a Rakousko. Přeběhnutím k protifrancouzské koalici si bavorské království zajistilo svou budoucí existenci. V roce 1815 vstoupilo Bavorsko do německého spolku. V roce 1819 nechal Maxmilián I. Josef vypracovat ústavu.
Po smrti krále Maxmiliána I. Josefa v roce 1825 usedl na trůn jeho syn Ludvík I. Bavorský.

## Potomci

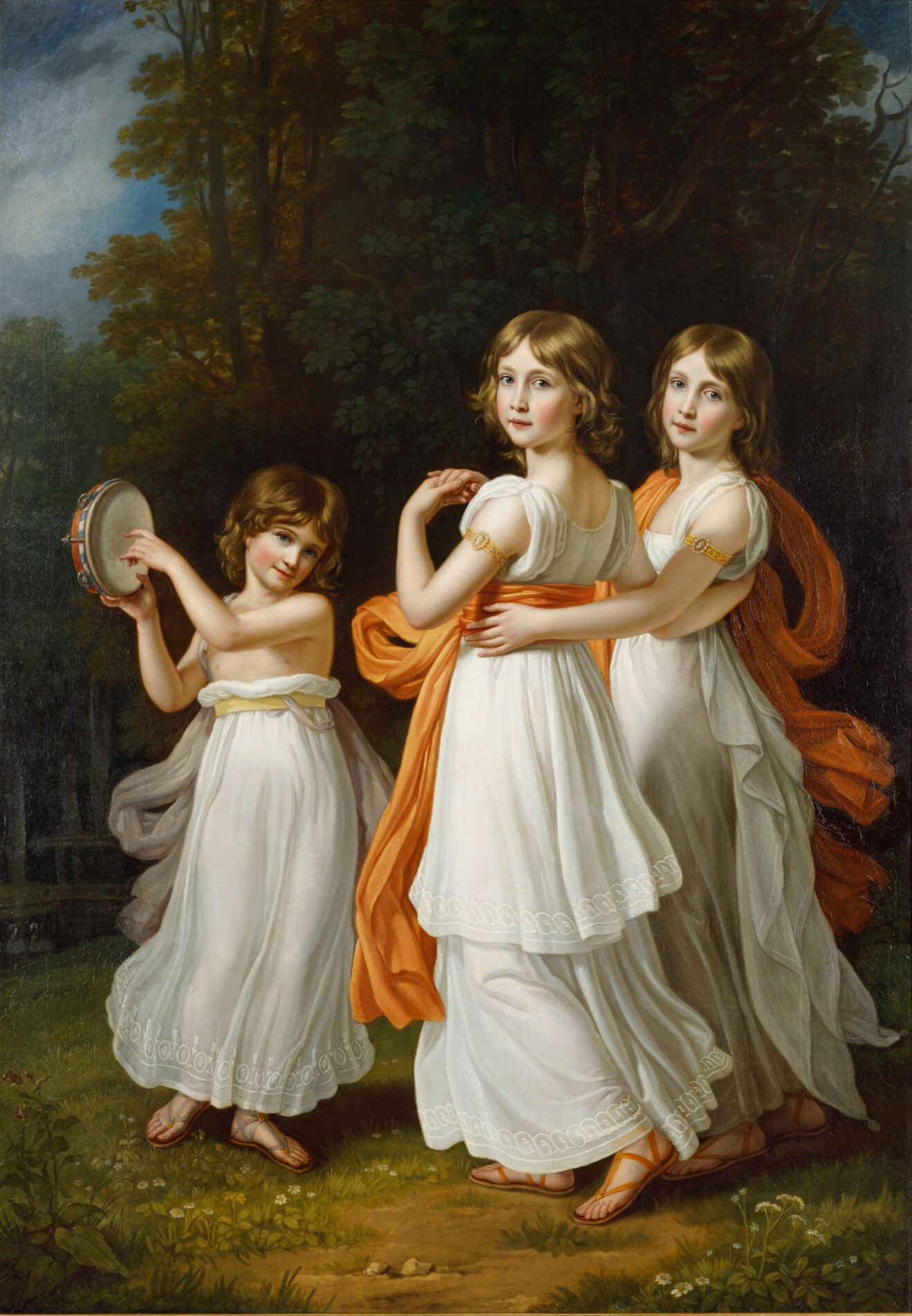
Maxmiliánovy dcery Ludovika, Marie Anna a Žofie Frederika

Maxmilián se 30. září 1785 v Darmstadtu oženil s princeznou Augustou Vilemínou Marii Hesenskou (1765–1796), dcerou lankraběte Jiřího Viléma Hesenského a jeho manželky hraběnky Luisy Leiningenské.

### Potomci z 1. manželství
- Ludvík Karel August (25. srpna 1786 – 29. února 1868), bavorský král v letech 1825–1848, ⚭ 1810 Tereza Saská (8. července 1792 – 26. října 1854)
- Augusta Amálie Ludovika (21. června 1788 – 13. května 1851), ⚭ 1806 Evžen de Beauharnais (3. září 1781 – 21. února 1824), italský vicekrál, první vévoda z Leuchtenburgu, kníže z Eichstättu
- Amálie Marie Augusta (9. října 1790 – 24. ledna 1794)
- Šarlota Augusta Karolína (8. února 1792 – 9. února 1873),
⚭ 1808 Vilém I. Württemberský (27. září 1781 – 25. června 1864), rozvedli se v roce 1814
⚭ 1816 František I. Rakouský (12. února 1768 – 2. března 1835), v letech 1792–1835 král uherský, chorvatský a český a markrabě moravský, v letech 1804–1835 císař rakouský, od roku 1815 král lombardsko-benátský a v letech 1792–1806 poslední císař Svaté říše římské

- Karel Teodor Maxmilián August (7. července 1795 – 16. srpna 1875),
⚭ 1823 Marie Anna Sophie de Pétin (27. července 1796 – 22. února 1838)
⚭ 1859 Henriette Schöller (27. prosince 1815 – 20. dubna 1866)

Rok po smrti první ženy (zemřela na 30. března roku 1796 tuberkulózu) uzavřel Maxmilián 9. března 1797 v Karlsruhe manželství s princeznou Karolínou Frederikou Vilemínou (1776–1841), dcerou dědičného prince Karla Ludvíka Bádenského a jeho manželky Amálie Bedřišky Hesenské, kterou všechny děti přijaly, kromě pozdějšího krále Ludvíka I., jako novou matku.

### Děti z 2. manželství
- Syn (*/† 5. září 1799)
- Maximilian Joseph Karl Friedrich (28. října 1800 – 12. února 1803)
- Alžběta Ludovika (13. listopadu 1801 – 14. prosince 1873), ⚭ 1823 Fridrich Vilém IV. (15. října 1795 – 2. ledna 1861), kníže neuchâtelský a pruský král od roku 1840 až do své smrti
- Amálie Augusta (13. listopadu 1801 – 8. listopadu 1877), ⚭ 1822 Jan I. (12. prosince 1801 – 29. října 1873), saský král od roku 1854 až do své smrti
- Marie Anna Leopoldina (27. ledna 1805 – 13. září 1877), ⚭ 1833 Fridrich August II. (18. května 1797 – 9. srpna 1854), saský král od roku 1836 až do své smrti
- Žofie Frederika Dorothea Vilemína (27. ledna 1805 – 28. května 1872), ⚭ 1824 František Karel Habsbursko-Lotrinský (17. prosince 1802 – 8. března 1878), rakouský arcivévoda
- Ludovika Vilemína (30. srpna 1808 – 25. ledna 1892), ⚭ 1828 Max Josef (4. prosince 1808 – 15. listopadu 1888), bavorský vévoda
- Maximiliána Josefa Karolina (21. července 1810 – 4. února 1821)

## Zajímavost
Maxmilián I. Josef byl z matčiny strany dědečkem předposledního rakouského císaře a českého krále Františka Josefa I. a zároveň i jeho manželky císařovny Alžběty Bavorské zvané Sissi.

## Vývoj z předků
|                             |                                                  |  |                                   |                                           |  |  |  |  |  |  |  | Kristián I. Falcko-Birkenfeldsko-Bischweilerský |
|                             |                                                  |  |                                   |                                           |  |  |  |  |  |  |  |                                                 |
|                             | Kristián II. Falcko-Zweibrückensko-Birkenfeldský |  |                                   |                                           |  |  |  |  |  |  |  |                                                 |
|                             |                                                  |  |                                   |                                           |  |  |  |  |  |  |  |                                                 |
|                             |                                                  |  |                                   | Magdalena Kateřina Falcko-Zweibrückenská  |  |  |  |  |  |  |  |                                                 |
|                             |                                                  |  |                                   |                                           |  |  |  |  |  |  |  |                                                 |
|                             | Kristián III. Falcko-Zweibrückenský              |  |                                   |                                           |  |  |  |  |  |  |  |                                                 |
|                             |                                                  |  |                                   |                                           |  |  |  |  |  |  |  |                                                 |
|                             |                                                  |  |                                   | Jan Jakub Rappoltstein                    |  |  |  |  |  |  |  |                                                 |
|                             |                                                  |  |                                   |                                           |  |  |  |  |  |  |  |                                                 |
|                             | Kateřina Agáta Rappoltsteinová                   |  |                                   |                                           |  |  |  |  |  |  |  |                                                 |
|                             |                                                  |  |                                   |                                           |  |  |  |  |  |  |  |                                                 |
|                             |                                                  |  |                                   | Anna Klaudie ze Salm-Kyrburgu             |  |  |  |  |  |  |  |                                                 |
|                             |                                                  |  |                                   |                                           |  |  |  |  |  |  |  |                                                 |
|                             | Fridrich Michal Falcko-Zweibrückenský            |  |                                   |                                           |  |  |  |  |  |  |  |                                                 |
|                             |                                                  |  |                                   |                                           |  |  |  |  |  |  |  |                                                 |
|                             |                                                  |  |                                   | Gustáv Adolf Nasavsko-Saarbrückenský      |  |  |  |  |  |  |  |                                                 |
|                             |                                                  |  |                                   |                                           |  |  |  |  |  |  |  |                                                 |
|                             | Ludvík Krato Nasavsko-Saarbrückenský             |  |                                   |                                           |  |  |  |  |  |  |  |                                                 |
|                             |                                                  |  |                                   |                                           |  |  |  |  |  |  |  |                                                 |
|                             |                                                  |  |                                   | Eleonora Klára Hohenlohe-Neuensteinská    |  |  |  |  |  |  |  |                                                 |
|                             |                                                  |  |                                   |                                           |  |  |  |  |  |  |  |                                                 |
|                             | Karolína Nasavsko-Saarbrückenská                 |  |                                   |                                           |  |  |  |  |  |  |  |                                                 |
|                             |                                                  |  |                                   |                                           |  |  |  |  |  |  |  |                                                 |
|                             |                                                  |  |                                   | Jindřich Fridrich z Hohenlohe-Langenburgu |  |  |  |  |  |  |  |                                                 |
|                             |                                                  |  |                                   |                                           |  |  |  |  |  |  |  |                                                 |
|                             | Filipína Henrieta z Hohenlohe-Langenburgu        |  |                                   |                                           |  |  |  |  |  |  |  |                                                 |
|                             |                                                  |  |                                   |                                           |  |  |  |  |  |  |  |                                                 |
|                             |                                                  |  |                                   | Juliana Dorota z Castell-Remlingenu       |  |  |  |  |  |  |  |                                                 |
|                             |                                                  |  |                                   |                                           |  |  |  |  |  |  |  |                                                 |
| Maxmilián I. Josef Bavorský |                                                  |  |                                   |                                           |  |  |  |  |  |  |  |                                                 |
|                             |                                                  |  |                                   |                                           |  |  |  |  |  |  |  |                                                 |
|                             |                                                  |  | Kristián August Falcko-Sulzbašský |                                           |  |  |  |  |  |  |  |                                                 |
|                             |                                                  |  |                                   |                                           |  |  |  |  |  |  |  |                                                 |
|                             | Teodor Eustach Falcko-Sulzbašský                 |  |                                   |                                           |  |  |  |  |  |  |  |                                                 |
|                             |                                                  |  |                                   |                                           |  |  |  |  |  |  |  |                                                 |
|                             |                                                  |  |                                   | Amálie Nasavsko-Siegenská                 |  |  |  |  |  |  |  |                                                 |
|                             |                                                  |  |                                   |                                           |  |  |  |  |  |  |  |                                                 |
|                             | Josef Karel Falcko-Sulzbašský                    |  |                                   |                                           |  |  |  |  |  |  |  |                                                 |
|                             |                                                  |  |                                   |                                           |  |  |  |  |  |  |  |                                                 |
|                             |                                                  |  |                                   | Vilém Hesensko-Rotenburský                |  |  |  |  |  |  |  |                                                 |
|                             |                                                  |  |                                   |                                           |  |  |  |  |  |  |  |                                                 |
|                             | Marie Eleonora Hesensko-Rotenburská              |  |                                   |                                           |  |  |  |  |  |  |  |                                                 |
|                             |                                                  |  |                                   |                                           |  |  |  |  |  |  |  |                                                 |
|                             |                                                  |  |                                   | Marie z Löwenstein-Wertheim-Rochefortu    |  |  |  |  |  |  |  |                                                 |
|                             |                                                  |  |                                   |                                           |  |  |  |  |  |  |  |                                                 |
|                             | Marie Františka Falcko-Sulzbašská                |  |                                   |                                           |  |  |  |  |  |  |  |                                                 |
|                             |                                                  |  |                                   |                                           |  |  |  |  |  |  |  |                                                 |
|                             |                                                  |  |                                   | Filip Vilém Falcký                        |  |  |  |  |  |  |  |                                                 |
|                             |                                                  |  |                                   |                                           |  |  |  |  |  |  |  |                                                 |
|                             | Karel III. Filip Falcký                          |  |                                   |                                           |  |  |  |  |  |  |  |                                                 |
|                             |                                                  |  |                                   |                                           |  |  |  |  |  |  |  |                                                 |
|                             |                                                  |  |                                   | Alžběta Amálie Hesensko-Darmstadtská      |  |  |  |  |  |  |  |                                                 |
|                             |                                                  |  |                                   |                                           |  |  |  |  |  |  |  |                                                 |
|                             | Alžběta Augusta Falcko-Neuburská                 |  |                                   |                                           |  |  |  |  |  |  |  |                                                 |
|                             |                                                  |  |                                   |                                           |  |  |  |  |  |  |  |                                                 |
|                             |                                                  |  |                                   | Bohuslav Radziwiłł                        |  |  |  |  |  |  |  |                                                 |
|                             |                                                  |  |                                   |                                           |  |  |  |  |  |  |  |                                                 |
|                             | Ludvika Karolina Radziwiłłova                    |  |                                   |                                           |  |  |  |  |  |  |  |                                                 |
|                             |                                                  |  |                                   |                                           |  |  |  |  |  |  |  |                                                 |
|                             |                                                  |  |                                   | Anna Maria Radziwiłłová                   |  |  |  |  |  |  |  |                                                 |
|                             |                                                  |  |                                   |                                           |  |  |  |  |  |  |  |                                                 |